# Ravinder N. Maini
Ravinder N. Maini es un profesor británico de reumatología, director del Kennedy Institute of Rheumatology, del Imperial College London, y del Charing Cross Hospital, de Londres, Inglaterra. Destacó por sus estudios con ratones en los años 80 de nuevos fármacos basados en sustancias inhibidoras de la citoquinas conocidas como TNF, que finalmente probaron su eficacia también en humanos.
El desarrollo de nuevas estrategias anti-TNF le valió el Premio Crafoord de ciencias de vida en el año 2000, que compartió con el Dr. Marc Feldmann.
- Datos: Q7296719
- Multimedia: Ravinder Maini / Q7296719